# Marly van der Velden
Pour les articles homonymes, voir Van der Velden.
 (octobre 2018).
Si vous disposez d'ouvrages ou d'articles de référence ou si vous connaissez des sites web de qualité traitant du thème abordé ici, merci de compléter l'article en donnant les références utiles à sa vérifiabilité et en les liant à la section « Notes et références ».
Marly van der Velden, née le 6 janvier 1988 à Delft, est une actrice néerlandaise. Elle s'est fait connaître du grand public principalement grâce à son rôle de la riche Nina Sanders, qu'elle joue depuis 2005 dans le feuilleton télévisé Goede tijden, slechte tijden.

## Filmographie
- 2004 : Het Glazen Huis (nl) : Onbekend
- Depuis 2005 : Goede tijden, slechte tijden : Nina Sanders
- 2008 : Kinderen geen bezwaar (nl) : Iris
- 2012 : Le Lorax : Audrey (doublage)
- 2013 : Verliefd op Ibiza (nl)  : Bibi[2]
- 2016 : Sneekweek de Martijn Heijne : Zoë